# جان امری (ورزشکار)
جان امری (انگلیسی: John Emery؛ زادهٔ ۴ ژانویهٔ ۱۹۳۲) از برندگان مدال‌های بازی‌های المپیک زمستانی اهل کانادا است.
از فیلم‌ها یا برنامه‌های تلویزیونی که وی در آن نقش داشته‌است می‌توان به آقای جردن وارد می‌شود، ژاندارک اشاره کرد.